# Alexander Iegorov
Alexander Ilich Iegorov (em russo:  Алекса́ндр Ильи́ч Его́ров) (25 de outubro de 1883 - 23 de fevereiro de 1939), foi um líder militar soviético durante a Guerra Civil Russa, quando comandou a Frente Sul do Exército Vermelho e desempenhou um papel importante na derrota das forças brancas na Ucrânia. Em 1920, Iegorov foi um dos comandantes do Exército Vermelho durante a Guerra Polaco-Soviética, atuando próximo a Stalin e Semion Budionni.

## Carreira
Iegorov nasceu em uma família de camponeses perto de Samara, no centro da Rússia. Ele se juntou ao exército do Império Russo em 1902 e qualificou-se como oficial em 1905, ano em que ajudou a reprimir a Revolução Russa de 1905. Durante a Primeira Guerra Mundial, ele avançou para o posto de tenente-coronel e foi ferido cinco vezes. Em 1904 ele havia se juntado ao Partido Socialista Revolucionário, mas depois que os bolcheviques assumiram o poder na Revolução de Outubro (1917), ele integrou-se ao novo regime e tornou-se comandante do Exército Vermelho.

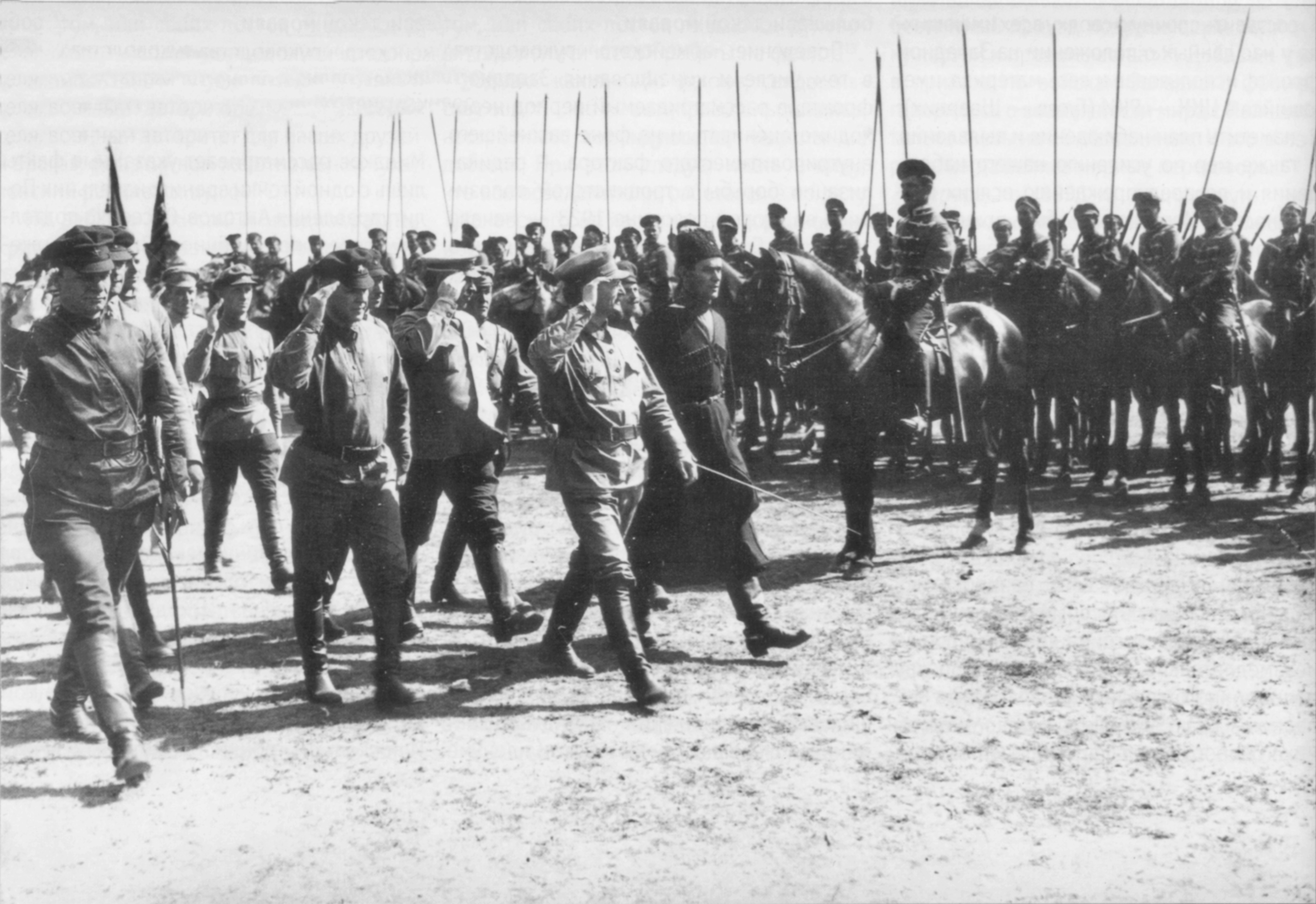
Iegorov com Trótski na Carcóvia, em 1919

Após a Guerra Civil Russa, Iegorov foi enviado como assessor militar para a China (1925-1926). Em 1927 ele se tornou comandante do Distrito Militar da Bielorrússia, e em 1931 Iegorov foi nomeado Comissário do Povo para Defesa e Chefe do Estado-Maior do Exército Vermelho. Em 1934 ele se tornou membro do Comitê Central do Partido Comunista da União Soviética, e em 1935 foi feito um dos primeiros cinco marechais da União Soviética, quando esse posto foi criado.
Por causa de suas antigas conexões com Stalin e Semion Budionni, Iegorov parecia estar a salvo da onda de prisões que varreu o Exército Vermelho em 1937, quando o Grande Expurgo ganhou força. Ele foi oficialmente listado como um dos juízes no julgamento de Mikhail Tukhachevski, em junho de 1937. No final do mesmo ano ele foi rebaixado a comandante do Distrito Militar da Transcaucásia, depois preso em fevereiro de 1938, e teve seus escritos militares proibidos. Sua queda parece ter começado com uma carta, na primavera de 1937, de Fedor Sudakov, da Academia Militar de Frunze, a Stalin, questionando a performance de Iegorov. Uma carta semelhante foi enviada por Ian Jigur a Kliment Voroshilov em 20 de julho, e Iegorov foi ainda mais prejudicado por confissões extraídas de oficiais presos durante o expurgo do exército. Iegorov foi fuzilado em 23 de fevereiro de 1939.  Após a morte de Stalin, em 1953, Nikita Khrushchev o reabilitou.